# 足利义持
足利义持（日语：／ Ashikaga Yoshimochi，1386年3月12日—1428年2月3日）是日本室町幕府第4代征夷大將軍。父亲是足利義滿，母亲是安藝法眼的女儿藤原庆子。有同母弟足利义教、異母弟足利义嗣等。正室为日野資康的女儿日野荣子。子为足利義量。

## 生平
足利義持是第三代將軍足利義滿的庶子。由於足利義滿與正室日野業子和繼室日野康子都沒有生下兒子，因此將足利義持立為嗣子，並讓日野康子收他為養子。應永元年（1394年），足利義滿將將軍之位讓給了只有9歲的義持，義滿轉任太政大臣仍掌握實權，室町幕府的所有評定都在義滿居住的北山第舉行，義持沒有參與政務的權力。
就在義持就任將軍的這一年，義滿的次子義嗣（也是義持的同父異母弟）出生。足利義滿非常寵愛義嗣，因此義持和義滿之間的關係不好。由於偏愛的緣故，應永十五年（1408年），足利義滿在死去之前曾向後小松天皇引見自己的愛子足利義嗣，試圖讓義嗣獲得天皇的支持；此時的足利義持則被義滿支出府邸，負責京都的警衛事務。但足利義滿死後，足利義持掌握了實權，義嗣一派的勢力受到打壓。
足利義滿死後，義持居住在花之御所（室町第，位於今京都市上京區），翌年遷往三條坊門邸（原足利義詮邸宅，位於今京都市中京區）居住。義滿生前的居所北山第則被冷落。應永廿六年（1419年）日野康子死後，北山第除了金閣以外的建築物全被拆毀。
在政治上，足利義持有擔任管領一職的幕府宿老斯波義將等人的輔佐，一改義滿的開放政策，恢復了「武家政權」在政治上的特色，變得較為保守。足利義持疏遠了義滿所庇護的世阿彌（一說是由於義持本人討厭他的緣故），辭退了後小松天皇給足利義滿所上的「太上天皇」的追號，並且停止了對明朝的貿易。足利義持自封為後小松上皇的院別當。同時又讓弟弟法尊出家於皇族的寺院仁和寺，以增強幕府在朝廷中的影響力。這是繼鐮倉時代九條道家派兒子法助出家於仁和寺後，第二例非皇族成員出家於該寺，也是近世以前的最後一例。
應永十七年（1410年），後龜山法皇（也就是原南朝的最後一任天皇）出奔吉野，抗議幕府和朝廷違背了明德和約中兩統迭立的規定，立實仁親王（後來的稱光天皇）為皇太子。應永十九年（1412年）稱光天皇即位，兩年後南朝的支持者北畠滿雅發動叛亂，法皇重申了兩統迭立的要求，最終在上野親王的調停下雙方達成和解。應永廿一年（1414年），義持脅迫斯波滿種（斯波義將的侄兒）退隱高野山，使斯波氏失權。應永廿三年（1416年），關東發生上杉禪秀之亂，足利義持將參與此事的弟弟足利義嗣關押在相國寺。
上杉禪秀之亂後，富樫滿成誣稱管領細川滿元以及斯波義重聯合許多守護大名和公卿，試圖推翻室町幕府。（也有人認為這是足利義持的授意，試圖借此契機來打倒一些有力的地方守護大名。）不久義持命令富樫滿成殺害了義嗣，並流放了許多大名和公卿。但不久細川滿元等人便稱富樫滿成謀反，義持命令將滿成誅殺。
在經歷了這一系列事件後，應永三十年（1423年）義持退位，由16歲的兒子義量接任將軍職。翌年6月出家於等持院，但幕府的實權仍在義持掌握之中。惟兩年後的應永三十二年（1425年）義量即因病死去，享年18歲。
應永三十四年（1427年），兼任播磨、備前、美作三國守護大名的赤松義則逝世，在赤松持貞的干涉下，義持剝奪了義則之子滿祐的繼承權，導致赤松滿祐出奔播磨，準備叛亂。不久足利義持誣稱赤松持貞同高橋殿（足利義滿的一名側室）通姦，迫令持貞切腹。這次事件削弱了赤松氏的勢力，強化了幕府中央集權。翌年正月，義持在浴室裡撓傷了臀部並受到了感染，不久死去，享年43歲。由於義持死時沒有立繼承人，幕府決定讓義持的弟弟梶井義承、大覺寺義昭、虎山永隆、義圓四人，由抽籤方式選出一人擔任將軍職。最後義圓被選中，改名義教，成為新任將軍。

## 評價
足利義持統治期間，原來被懷良親王所壓制的九州地區大名大友氏、大內氏、菊池氏歸附幕府；但關東地區卻由鐮倉公方統治，處於半獨立狀態之下。雖然仍有一些不安定的因素，但義持能承繼義滿的政策，令政治的小康狀態可以維持，是室町時代中比較安定的時代。
足利義持與父親足利義滿不和，但仍沿襲了義滿的一些基本政策。義持本人是由斯波義將等有力的守護大名擁上將軍之位的，但義持掌權後，清洗了身邊的富樫滿成和有力守護赤松持貞的勢力。因此與父親足利義滿一樣，義持也對將軍絕對權威的確立起著一定作用。

## 水墨畫與藝能
足利義持統治的時期是日本詩畫軸的全盛期，現被認定為日本國寶的「瓢鮎圖」（如拙畫）就是這個時期所繪的。義持本人也頗為愛好詩畫。義持也酷愛傳統藝能中的田樂，曾支持增阿彌對田樂的普及。但他對父親義滿所愛好的猿樂卻頗為反感。
足利義持的水墨畫作品：
- 布袋圖（重要文化財，藏於福岡市美術館）
- 白衣觀音圖（京都相國寺長得院藏）
- 寒山圖（重要美術品，岡山縣立美術館藏，紙本墨畫）
- 杜子美圖（西雅圖藝術博物館藏）

## 義持時代的外交
- 與明朝的關係：足利義滿執掌政權期間，接受明朝的冊封，成為明朝的藩屬，並推動同明朝的勘合貿易。1408年義滿逝世，足利義持掌握實權，曾以「日本國世子源義持」的名義，遣使向明朝報告父喪；明成祖派中官周全前往弔唁，並冊封義持為「日本國王」。[1]但對明朝的稱臣引起管領斯波義將等人的強烈不滿，最終義持於1411年斷絕了同明朝的貿易。其給明朝解釋則是「本國開闢以來，百事皆聽諸神」、「靈神託人謂曰：我國自古不向外國稱臣」，並且聲稱要改變義滿的外交政策，「今後無受外國使命，因垂戒子孫，固守勿墜」。[2]義持斷絕了對明朝的貿易後，對騷擾明朝海岸的倭寇持縱容態度，對明朝要求取締倭寇的要求置之不理。[1]
- 與朝鮮王朝的關係：1419年，由於日本對馬島發生饑荒，當地倭寇襲擊了明朝沿岸，途經朝鮮時順帶襲擊了忠清道庇仁（今南韓忠清南道舒川郡）和黃海道海州（今北韓黃海南道海州市）一帶海岸。這使當時執掌朝鮮政權的太上王李芳遠非常震怒，派李從茂攻打對馬島以清剿倭寇（應永外寇）。此後幕府轄下的對馬島與朝鮮關係一度陷入低谷，直到1423年太上王李芳遠逝世後才恢復貿易。1443年對馬守護宗貞盛與朝鮮訂立嘉吉條約，此後日朝貿易更加活躍。

## 履歷
※以下日期為日本舊曆。
- 1394年（應永元）12月17日：敘任正五位下左近衛中將，並被封為征夷大将軍。
- 1395年（應永2）6月3日：升任從四位下。
- 1396年（應永3）1月28日：兼任美作權守；4月20日:升任正四位下；9月12日：補任参議。
- 1397年（應永4）1月5日：升任從三位；3月29日:轉任權中納言。
- 1398年（應永5）1月5日：升任正三位。
- 1400年（應永7）1月5日：升任從二位。
- 1401年（應永8）3月24日：轉任權大納言。
- 1402年（應永9）1月6日：升任正二位；11月19日:升任從一位。
- 1406年（應永13）8月17日：兼任右近衛大將。
- 1407年（應永14）1月5日：兼任右馬寮御監事務。
- 1409年（應永16）3月23日：轉任内大臣。
- 1412年（應永19）5月：辭去右近衛大將職務。
- 1413年（應永20）10月22日：兼任淳和獎學院兩院別當事務。
- 1419年（應永26）8月29日：辭去内大臣。
- 1422年（應永29）3月18日：辭去征夷大将軍；4月25日：出家。
- 1428年（應永35）1月18日：薨去；1月23日：贈太政大臣。

## 接受義持偏諱的人物
- 二条持基
- 二条持通
- 日野持光
- 赤松持貞
- 足利持氏
- 有馬持家
- 一色持信
- 一色持範
- 上杉持房
- 上野持賴

- 大内持盛
- 大内持世
- 大館持房
- 小笠原持長
- 京極持清
- 京極持高（持光）
- 河野持通（通久）
- 斯波持種
- 伊達持宗
- 富樫持春

- 土岐持益
- 土岐持賴
- 仁木持尹
- 仁木持長
- 肥田持重
- 肥田持直
- 畠山持国
- 畠山持富
- 細川持有
- 細川持賢

- 細川持常
- 細川持春
- 細川持元
- 細川持之
- 桃井持信
- 山名持豐（宗全）
- 山名持熙
- 六角持綱

## 腳註
1. 1 2  參見《明史·日本傳》 （页面存档备份，存于）
2. ↑  《日本歷史》，第六章第三節。浙江大學日本文化研究所著，高等教育出版社2003年出版，第120頁。ISBN 7-04-012147-6